# Europarlamentari dell'Italia della IV legislatura
Gli europarlamentari dell'Italia della IV legislatura, eletti in occasione delle elezioni europee del 1994, sono stati 87.

## Riepilogo
| Lista | Lista | Nord-ovest | Nord-est | Centro | Sud                                                                                    | Isole    |
| --- | --- | --- | --- | --- | -------------------------------------------------------------------------------------- | -------- |
| | Forza Italia (seggi: 27) @ dichiarano però come loro partito nazionale il Centro Cristiano Democratico             | Seggi: 9 | Seggi: 5 | Seggi: 5 | Seggi: 5                                                                               | Seggi: 3 |
| - Silvio Berlusconi § - Giampiero Boniperti - Guido Podestà - Sandro Fontana @ - Eolo Parodi - Luigi Andrea Florio - Ombretta Colli - Aldo Arroni - Franco Malerba - Riccardo Garosci | Forza Italia (seggi: 27) @ dichiarano però come loro partito nazionale il Centro Cristiano Democratico             | - Silvio Berlusconi § - Luigi Caligaris - Giancarlo Ligabue - Giacomo Santini - Alessandro Danesin - Valerio Baldini | - Silvio Berlusconi § - Luisa Todini - Roberto Mezzaroma - Antonio Tajani - Giacomo Leopardi - Monica Stefania Baldi | - Silvio Berlusconi § - Pier Ferdinando Casini @ - Alfonso Luigi Marra - Ernesto Caccavale - Claudio Azzolini - Guido Viceconte | - Silvio Berlusconi § - Pietro Antonio Di Prima - Umberto Scapagnini - Stefano De Luca |          |
| | Partito Democratico della Sinistra (seggi: 16) @ dichiara però come suo partito nazionale la sinistra indipendente | Seggi: 3 | Seggi: 4 | Seggi: 5 | Seggi: 3                                                                               | Seggi: 1 |
| - Achille Occhetto # - Fiorella Ghilardotti - Roberto Speciale - Rinaldo Bontempi | Partito Democratico della Sinistra (seggi: 16) @ dichiara però come suo partito nazionale la sinistra indipendente | - Renzo Imbeni - Giorgio Ruffolo @ - Giulio Fantuzzi - Luciano Vecchi                                                | - Achille Occhetto # - Enrico Montesano - Pierre Carniti - Francesco Baldarelli - Andrea Manzella - Roberto Barzanti | - Achille Occhetto - Corrado Augias - Biagio De Giovanni                                                                        | - Luigi Alberto Colajanni                                                              |          |
| | Alleanza Nazionale (seggi: 11) @ dichiara però come suo partito nazionale il Movimento Sociale Italiano            | Seggi: 2 | Seggi: 2 | Seggi: 3 | Seggi: 3                                                                               | Seggi: 1 |
| - Gianfranco Fini # - Cristiana Muscardini - Amedeo Amadeo | Alleanza Nazionale (seggi: 11) @ dichiara però come suo partito nazionale il Movimento Sociale Italiano            | - Gianfranco Fini - Gastone Parigi                                                                                   | - Gianfranco Fini # - Pino Rauti @ - Roberta Angelilli - Marco Cellai                                                | - Gianfranco Fini # - Salvatore Tatarella - Antonio Michele Trizza - Spalato Bellerè                                            | - Gianfranco Fini # - Nello Musumeci                                                   |          |
| | Partito Popolare Italiano (seggi: 8)                                                                               | Seggi: 2 | Seggi: 1 | Seggi: 2 | Seggi: 2                                                                               | Seggi: 1 |
| - Maria Paola Colombo Svevo - Carlo Secchi | Partito Popolare Italiano (seggi: 8)                                                                               | - Pierluigi Castagnetti                                                                                              | - Carlo Casini - Antonio Graziani                                                                                    | - Gerardo Bianco - Giampaolo D'Andrea                                                                                           | - Giovanni Burtone                                                                     |          |
| | Lega Nord (seggi: 6)                                                                                               | Seggi: 4 | Seggi: 2 | Seggi: - | Seggi: -                                                                               | Seggi: - |
| - Umberto Bossi # - Marco Formentini - Gipo Farassino - Raimondo Fassa - Luigi Moretti                                                                                                | Lega Nord (seggi: 6)                                                                                               | - Umberto Bossi - Marilena Marin                                                                                     | - | - | -                                                                                      |          |
| | Rifondazione Comunista (seggi: 5)                                                                                  | Seggi: 2 | Seggi: 1 | Seggi: 1 | Seggi: 1                                                                               | Seggi: - |
| - Fausto Bertinotti - Luigi Vinci | Rifondazione Comunista (seggi: 5)                                                                                  | - Lucio Manisco | - Luciana Castellina                                                                                                 | - Luciano Pettinari | -                                                                                      |          |
| | Patto Segni (seggi: 3)                                                                                             | Seggi: 1 | Seggi: 1 | Seggi: - | Seggi: -                                                                               | Seggi: 1 |
| - Mariotto Segni # - Danilo Poggiolini | Patto Segni (seggi: 3)                                                                                             | - Mariotto Segni # - Livio Filippi                                                                                   | - | - | - Mariotto Segni                                                                       |          |
| | Federazione dei Verdi (seggi: 3)                                                                                   | Seggi: 1 | Seggi: 1 | Seggi: 1 | Seggi: -                                                                               | Seggi: - |
| - Carlo Ripa di Meana # - Adelaide Aglietta | Federazione dei Verdi (seggi: 3)                                                                                   | - Alexander Langer                                                                                                   | - Carlo Ripa di Meana                                                                                                | - | -                                                                                      |          |
| | Lista Pannella-Riformatori (seggi: 2)                                                                              | Seggi: 1 | Seggi: - | Seggi: 1 | Seggi: -                                                                               | Seggi: - |
| - Marco Pannella # - Emma Bonino § - Marco Taradash § - Olivier Dupuis § - Vittorio Pezzuto § - Gianfranco Dell'Alba                                                                  | Lista Pannella-Riformatori (seggi: 2)                                                                              | - | - Marco Pannella | - | -                                                                                      |          |
| | PSI - AD (seggi: 2)                                                                                                | Seggi: - | Seggi: - | Seggi: 1 | Seggi: 1                                                                               | Seggi: - |
| - | PSI - AD (seggi: 2)                                                                                                | - | - Riccardo Nencini                                                                                                   | - Elena Marinucci | -                                                                                      |          |
| | La Rete (seggi: 1)                                                                                                 | Seggi: - | Seggi: - | Seggi: - | Seggi: -                                                                               | Seggi: 1 |
| - | La Rete (seggi: 1)                                                                                                 | - | - | - | - Leoluca Orlando                                                                      |          |
| | Partito Repubblicano Italiano (seggi: 1)                                                                           | Seggi: - | Seggi: - | Seggi: 1 | Seggi: -                                                                               | Seggi: - |
| - | Partito Repubblicano Italiano (seggi: 1)                                                                           | - | - Giorgio La Malfa                                                                                                   | - | -                                                                                      |          |
| | Partito Socialista Democratico Italiano (seggi: 1)                                                                 | Seggi: - | Seggi: - | Seggi: - | Seggi: 1                                                                               | Seggi: - |
| - | Partito Socialista Democratico Italiano (seggi: 1)                                                                 | - | - | - Enrico Ferri | -                                                                                      |          |
| | Südtiroler Volkspartei (seggi: 1)                                                                                  | Seggi: - | Seggi: 1 | Seggi: - | Seggi: -                                                                               | Seggi: - |
| - | Südtiroler Volkspartei (seggi: 1)                                                                                  | - Michl Ebner | - | - | -                                                                                      |          |
| Seggi (totale: 87) | Seggi (totale: 87)                                                                                                 | 25 | 18 | 20 | 16                                                                                     | 8        |

- Nota: § rinuncia al seggio; # opta per altra circoscrizione.

## Composizione storica
| Europarlamentare          | Lista                                   | Gruppo |
| ------------------------- | --------------------------------------- | ------ |
| Adelaide Aglietta         | Federazione dei Verdi                   | GV     |
| Amedeo Amadeo             | Alleanza Nazionale                      | NI     |
| Roberta Angelilli         | Alleanza Nazionale                      | NI     |
| Aldo Arroni               | Forza Italia                            | FE     |
| Corrado Augias            | Partito Democratico della Sinistra      | PSE    |
| Claudio Azzolini          | Forza Italia                            | FE     |
| Francesco Baldarelli      | Partito Democratico della Sinistra      | PSE    |
| Monica Stefania Baldi     | Forza Italia                            | FE     |
| Valerio Baldini           | Forza Italia                            | FE     |
| Roberto Barzanti          | Partito Democratico della Sinistra      | PSE    |
| Spalato Bellerè           | Alleanza Nazionale                      | NI     |
| Fausto Bertinotti         | Rifondazione Comunista                  | GUE    |
| Gerardo Bianco            | Partito Popolare Italiano               | PPE    |
| Giampiero Boniperti       | Forza Italia                            | FE     |
| Rinaldo Bontempi          | Partito Democratico della Sinistra      | PSE    |
| Umberto Bossi             | Lega Nord                               | ELDR   |
| Giovanni Burtone          | Partito Popolare Italiano               | PPE    |
| Ernesto Caccavale         | Forza Italia                            | FE     |
| Luigi Caligaris           | Forza Italia                            | FE     |
| Pierre Carniti            | Partito Democratico della Sinistra      | PSE    |
| Carlo Casini              | Partito Popolare Italiano               | PPE    |
| Pier Ferdinando Casini    | Forza Italia                            | FE     |
| Pierluigi Castagnetti     | Partito Popolare Italiano               | PPE    |
| Luciana Castellina        | Rifondazione Comunista                  | GUE    |
| Marco Cellai              | Alleanza Nazionale                      | NI     |
| Luigi Alberto Colajanni   | Partito Democratico della Sinistra      | PSE    |
| Ombretta Colli            | Forza Italia                            | FE     |
| Giampaolo D'Andrea        | Partito Popolare Italiano               | PPE    |
| Alessandro Danesin        | Forza Italia                            | FE     |
| Biagio De Giovanni        | Partito Democratico della Sinistra      | PSE    |
| Stefano De Luca           | Forza Italia                            | FE     |
| Gianfranco Dell'Alba      | Lista Marco Pannella                    | ARE    |
| Pietro Antonio Di Prima   | Forza Italia                            | FE     |
| Michl Ebner               | Südtiroler Volkspartei                  | PPE    |
| Giulio Fantuzzi           | Partito Democratico della Sinistra      | PSE    |
| Gipo Farassino            | Lega Nord                               | ELDR   |
| Raimondo Fassa            | Lega Nord                               | ELDR   |
| Enrico Ferri              | Partito Socialista Democratico Italiano | NI     |
| Livio Filippi             | Patto Segni                             | PPE    |
| Gianfranco Fini           | Alleanza Nazionale                      | NI     |
| Luigi Andrea Florio       | Forza Italia                            | FE     |
| Sandro Fontana            | Forza Italia                            | FE     |
| Marco Formentini          | Lega Nord                               | ELDR   |
| Riccardo Garosci          | Forza Italia                            | FE     |
| Fiorella Ghilardotti      | Partito Democratico della Sinistra      | PSE    |
| Antonio Graziani          | Partito Popolare Italiano               | PPE    |
| Renzo Imbeni              | Partito Democratico della Sinistra      | PSE    |
| Giorgio La Malfa          | Partito Repubblicano Italiano           | ELDR   |
| Alexander Langer          | Federazione dei Verdi                   | GV     |
| Giacomo Leopardi          | Forza Italia                            | FE     |
| Giancarlo Ligabue         | Forza Italia                            | FE     |
| Franco Malerba            | Forza Italia                            | FE     |
| Lucio Manisco             | Rifondazione Comunista                  | GUE    |
| Alfonso Luigi Marra       | Forza Italia                            | FE     |
| Andrea Manzella           | Partito Democratico della Sinistra      | PSE    |
| Marilena Marin            | Lega Nord                               | ELDR   |
| Elena Marinucci           | PSI - AD (Partito Socialista Italiano)  | PSE    |
| Enrico Montesano          | Partito Democratico della Sinistra      | PSE    |
| Luigi Moretti             | Lega Nord                               | ELDR   |
| Cristiana Muscardini      | Alleanza Nazionale                      | NI     |
| Nello Musumeci            | Alleanza Nazionale                      | NI     |
| Roberto Mezzaroma         | Forza Italia                            | FE     |
| Riccardo Nencini          | PSI - AD (Partito Socialista Italiano)  | PSE    |
| Achille Occhetto          | Partito Democratico della Sinistra      | PSE    |
| Leoluca Orlando           | La Rete                                 | GV     |
| Marco Pannella            | Lista Marco Pannella                    | ARE    |
| Gastone Parigi            | Alleanza Nazionale                      | NI     |
| Eolo Parodi               | Forza Italia                            | FE     |
| Luciano Pettinari         | Rifondazione Comunista                  | GUE    |
| Guido Podestà             | Forza Italia                            | FE     |
| Danilo Poggiolini         | Patto Segni                             | PPE    |
| Pino Rauti                | Alleanza Nazionale                      | NI     |
| Carlo Ripa di Meana       | Federazione dei Verdi                   | GV     |
| Giorgio Ruffolo           | Partito Democratico della Sinistra      | PSE    |
| Giacomo Santini           | Forza Italia                            | FE     |
| Umberto Scapagnini        | Forza Italia                            | FE     |
| Carlo Secchi              | Partito Popolare Italiano               | PPE    |
| Mariotto Segni            | Patto Segni                             | PPE    |
| Roberto Speciale          | Partito Democratico della Sinistra      | PSE    |
| Maria Paola Colombo Svevo | Partito Popolare Italiano               | PPE    |
| Antonio Tajani            | Forza Italia                            | FE     |
| Salvatore Tatarella       | Alleanza Nazionale                      | NI     |
| Luisa Todini              | Forza Italia                            | FE     |
| Antonio Michele Trizza    | Alleanza Nazionale                      | NI     |
| Luciano Vecchi            | Partito Democratico della Sinistra      | PSE    |
| Guido Viceconte           | Forza Italia                            | FE     |
| Luigi Vinci               | Rifondazione Comunista                  | GUE    |

## Modifiche intervenute

### Partito Democratico della Sinistra
- In data 11.11.1996 a Enrico Montesano subentra Pasqualina Napoletano.
- In data 11.11.1998 a Achille Occhetto subentra Gaetano Carrozzo.

### Alleanza Nazionale
- In data 06.05.1998 a Spalato Bellerè subentra Luciano Schifone.

### Partito Popolare Italiano
- In data 11.11.1998 a Giampaolo D'Andrea subentra Giuseppe Mottola.

### Patto Segni
- In data 18.09.1995 a Mariotto Segni subentra Vincenzo Viola.

### Federazione dei Verdi
- In data 11.07.1995 a Alexander Langer subentra Gianni Tamino.

### Lista Marco Pannella
- In data 30.03.1996 a Marco Pannella subentra Olivier Dupuis.

### Modifiche nella composizione dei gruppi
- In data 15.12.1994 Enrico Ferri lascia il gruppo dei Non iscritti e aderisce a Forza Europa; in data 20.09.1995 aderisce al gruppo PPE.
- In data 15.12.1994 Marilena Marin lascia il gruppo ELDR e aderisce a Forza Europa.
- In data 05.07.1995 gli europarlamentari del gruppo Forza Europa costituiscono il gruppo Unione per l'Europa.
- In data 19.02.1997 gli europarlamentari della Lega Nord aderiscono al gruppo dei Non iscritti.
- In data 25.05.1998 Luciano Pettinari lascia il gruppo GUE e aderisce al gruppo PSE.
- In data 13.07.1998 Carlo Ripa di Meana lascia il Gruppo Verde e aderisce al gruppo GUE.

### Modifiche nella rappresentanza dei partiti nazionali
- In data 20.09.1995 Enrico Ferri lascia il PSDI e aderisce al Centro Cristiano Democratico; in data 13.10.1998 aderisce all'Unione Democratica per la Repubblica.
- In data 28.06.1996 Luciano Pettinari lascia Rifondazione Comunista e aderisce ai Comunisti Unitari.
- Pino Rauti, eletto in Alleanza Nazionale prima del formale scioglimento del Movimento Sociale Italiano - Destra Nazionale, aderisce al Movimento Sociale Fiamma Tricolore.